# SN 1999ey
SN 1999ey – supernowa typu IIn odkryta 10 listopada 1999 roku w galaktyce A005803-2740. W momencie odkrycia miała maksymalną jasność 20,30m.